# Carlos Pérez Zabal
Carlos Pérez Zabal (Castejón, 16 d'octubre de 1934) va ser un ciclista navarrès que fou professional entre 1955 i el 1962. Del seu palmarès destaca la victòria al Gran Premi de Laudio.
Nascut a Navarra, als quatre anys va anar a viure a Basauri. El 2014, va rebre un homenatge del seu poble adoptiu.

## Palmarès
- 1956
  - Vencedor d'una etapa del GP Liberación de Ondarroa
- 1957
  - 1r al Gran Premi de Laudio
- 1958
  - 1r a Dos Caminos
  - 1r a Zarátamo